# بکی دایرون-لانسر
بکی دایرون-لانسر (انگلیسی: Becky Dyroen-Lancer؛ زادهٔ ۱۹ فوریه ۱۹۷۱) شناگر شنای موزون اهل ایالات متحده آمریکا بود.
وی در مسابقات کشوری و بین‌المللی در مجموع برندهٔ ۷ مدال طلا شده‌است.